# Valeria Cavalli

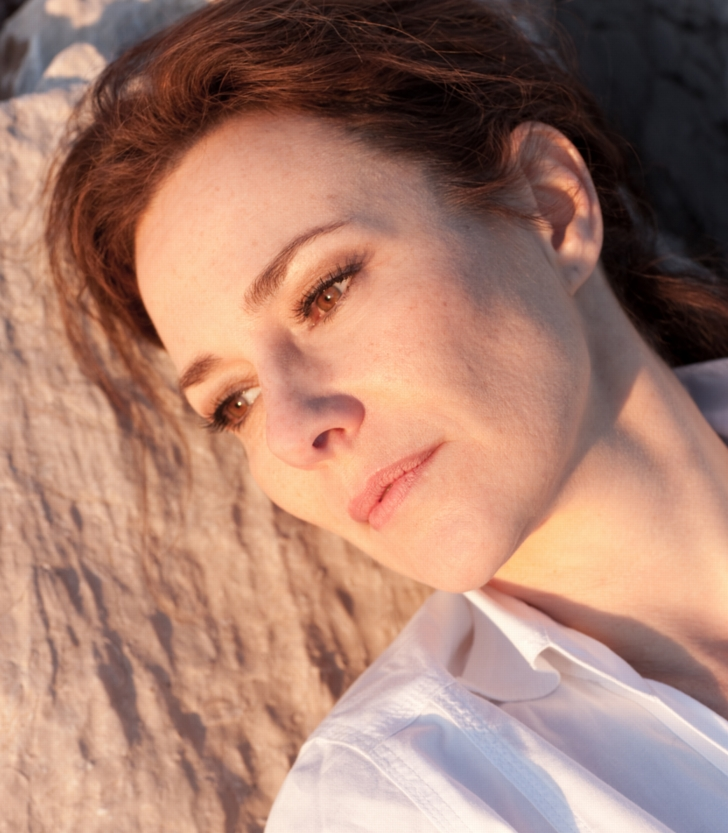
Valeria Cavalli

Valeria Cavalli (* 1. November 1959 in Turin) ist eine italienische Schauspielerin.

## Leben
Cavallis Vater ist Chirurg, ihre Mutter stammt aus Paris. Ihre Laufbahn begann als Moderatorin eines privaten Fernsehsenders, woraufhin sie als Model verpflichtet wurde und in Mailand Werbespots drehte und erste Fernseherfahrungen machte. Nach ihrer Übersiedlung in die italienische Hauptstadt wurde sie 1983, dunkelhaarig, charmant und mit gewinnendem Lächeln, als Protagonistin der Fernsehserie Fantastico 4 verpflichtet. Eine Aufgabe, der zahlreiche weitere Auftritte in Fernsehfilmen, vielen Serien und, bereits seit 1982 und zehn Jahre lang recht selten, in Kinofilmen folgten. Dabei war ihre erste große Rolle die der Tosca, einer jungen Mutter, die als Fotomodell arbeitet, in Giuseppe Tornatores Allen geht’s gut (1990). Ihre bedeutendste Interpretation gelang ihr 1993, als sie die von der Spaltung der kommunistischen Partei anhand zweier Herren betroffenen Apothekerin in Mario, Maria e Mario spielte, wofür sie auch mit einem Grolla d’oro ausgezeichnet wurde. Cavalli drehte immer wieder in Frankreich, Deutschland und anderen Ländern.
1997 überzeugte Cavalli als hingebungsvolle Assistentin eines alten Stummen in Fabio Carpis Nel profondo paese straniero, 2011 in der Komödie Gianni e le donne. 2012 übernahm sie für zwei Spielzeiten eine Rolle in der Seifenoper Un posto al sole.

## Filmografie (Auswahl)
- 1980: Lulù (Fernsehfilm)
- 1982: Der Bomber (Bomber)
- 1984: Die Schlacht der Centurions (I guerrieri dell’anno 2072)
- 1990: Allen geht’s gut (Stanno tutti bene)
- 1991: Der Fall Martello (Il caso Martello)
- 1991: Gefahr in der Savanne (Safari) (Fernsehfilm)
- 1992: Mit Schwert und Leidenschaft (De terre et de sang) (Fernsehfilm)
- 1993: Der Bastard (Rapt à crédit)
- 1993: Der Winkeladvokat (Les ténors)
- 1993: Mario, Maria e Mario
- 1994: Die Bibel – Josef (Joseph)
- 1997: Double Team
- 1997: Nel profondo paese straniero
- 1999, 2006: Kommissar Moulin (Commissaire Moulin; Fernsehserie, 2 Folgen)
- 2001: Va Savoir
- 2002: Nestor Burmas Abenteuer in Paris (Nestor Burma; Fernsehserie, 1 Folge)
- 2005: Papst Johannes Paul II. (Pope John Paul II.)
- 2007: The Mother of Tears (La terza madre)
- 2007: Die zweigeteilte Frau (La Fille coupée en deux)
- 2009: Gegen ihren Willen (Un viol)
- 2011: A Gang Story – Eine Frage der Ehre (Les Lyonnais)
- 2011: Gianni und die Frauen (Gianne e le donne)
- 2013: Le Passé – Das Vergangene (Le Passé)
- 2015: Agatha Christie: Mörderische Spiele (Les Petits Meurtres d’Agatha Christie, Fernsehserie, 1 Folge)
- 2015/16: La Loi de… (Fernsehserie, 3 Folgen)
- 2018: Demi sœurs
- 2019: Le temps est assassin (Fernsehserie, 8 Folgen)
- 2020: The Rats (Fernsehserie, 2 Folgen)
- 2021: Germinal (Fernsehsechsteiler)
- 2022: Ein Leuchtturm zum Verlieben (Moriah’s Lighthouse)
- 2022: Der Kolibri – Chronik einer Liebe (Il colibrì)
- 2022: Arnoldo Mondadori